# Mazuela
Mazuela là một đô thị trong tỉnh Burgos, Castile và León, Tây Ban Nha. Theo điều tra dân số 2008 (INE), đô thị này có dân số là 97 người.